# الدعارة في هولندا

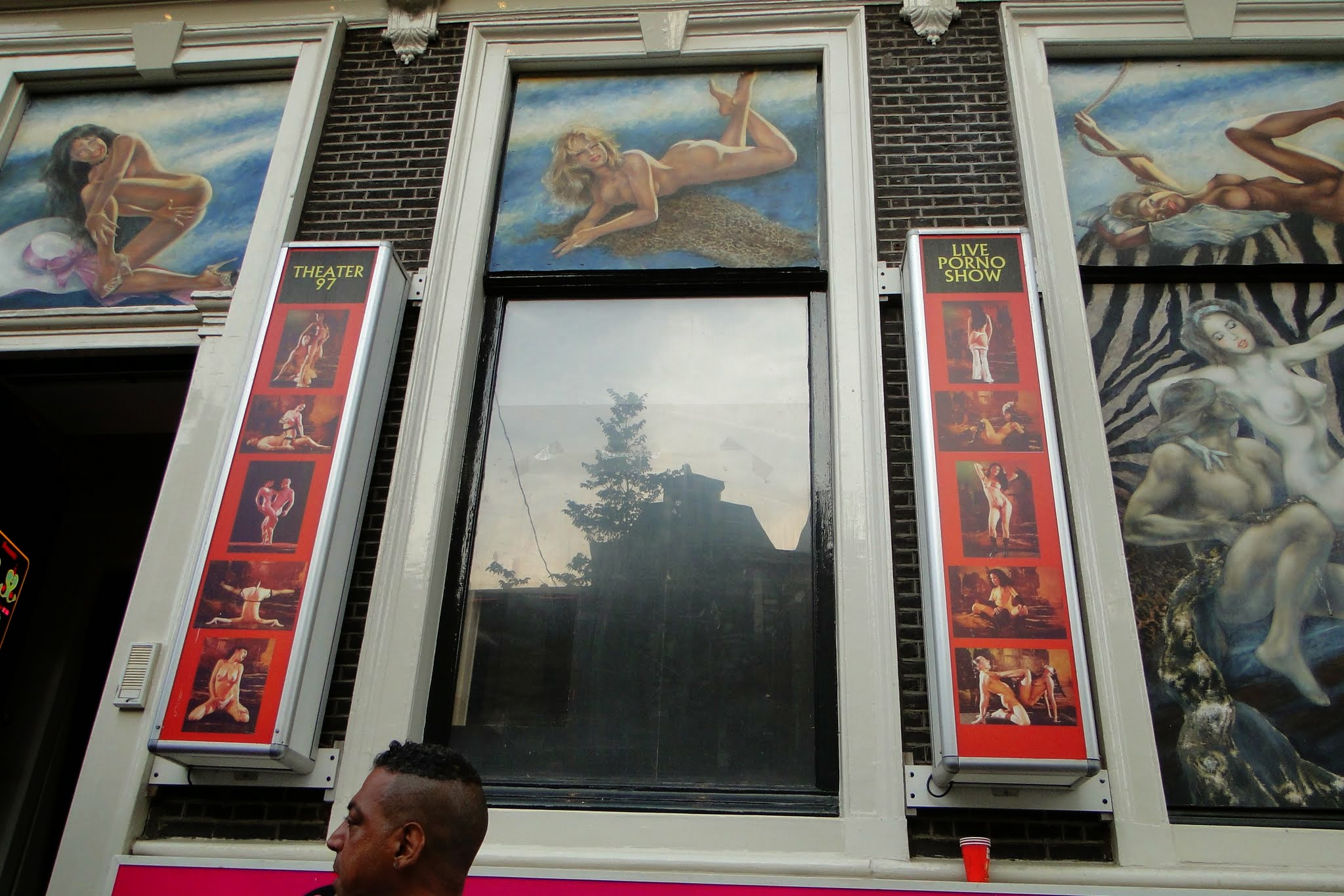
مسرح جنسي في دي فالين.

الدعارة في هولندا قانونية وبشكل منظم كذلك تشغيل بيوت الدعارة قانوني بحسب القانون الهولندي. دي فالين هي المنطقة الأكبر والأشهر بالدعارة في مدينة أمستردام وتعد وجهة مشهورة للسياح القادمين من أجل سياحة الجنس. اعتباراً من 1 يناير 2022 ستتم معاقبة الشخص الذي يقوم بشراء الخدمات الجنسية في حالة إن شكت السلطات بوجود اشتباه إكراه أو استغلال أو اتجار بالبشر.